# ريتشل أرنولد
ريتشل أرنولد هي لاعبة الاسكواش ماليزية، ولدت في 16 أبريل 1996 في كوالالمبور في ماليزيا.

## وصلات خارجية
- ريتشل أرنولد على موقع الاتحاد الدولي لمحترفي الاسكواش (مؤرشف) (الإنجليزية)
- ريتشل أرنولد على موقع SquashInfo.com (الإنجليزية)
- ريتشل أرنولد على موقع اتحاد ألعاب الكومنولث (مؤرشف) (الإنجليزية)
- ريتشل أرنولد على موقع دورة ألعاب الكومنولث 2014 (مؤرشف) (الإنجليزية)